# Camp d’Esports d’Aixovall
Das Camp d’Esports d’Aixovall (auch als DEVK-Arena bekannt) war ein Fußballstadion mit Leichtathletikanlage in Aixovall, einem Ortsteil der andorranischen Gemeinde Sant Julià de Lòria.
Der komplette Spielbetrieb der andorranischen Fußballmeisterschaft, der acht Mannschaften umfassenden andorranischen Liga, wurde in dem 1000 Zuschauer fassenden Stadion und dem Estadi Comunal d’Andorra la Vella ausgetragen. Das Sportgelände bestand aus einem Kunstrasenplatz mit überdachter Haupttribüne. 2016 wurde das Stadion abgerissen.